# Ceduna
Ceduna é uma cidade no estado australiano da Austrália Meridional na Baía Murat, na costa oeste da Península de Eyre, a aproximadamente 786 km a noroeste de Adelaide, a capital estadual. O nome "Ceduna" é uma corruptela da palavra aborígene Chedoona, que designa um lugar para sentar-se e descansar.

## História

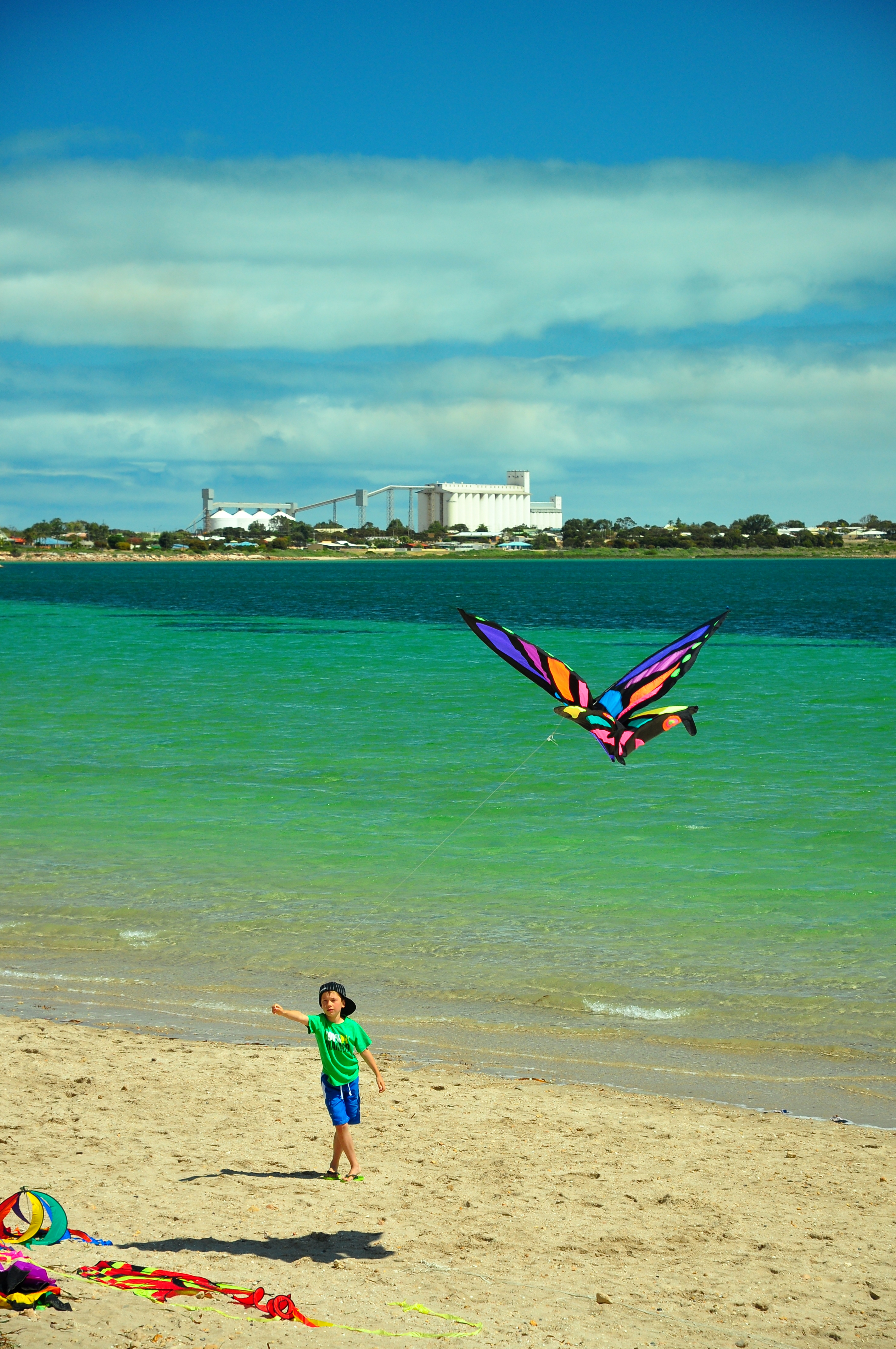
A Baía Murat em Ceduna em 2012.

A primeira exploração europeia do interior da região foi feita entre agosto e setembro de 1839 pelo explorador John Hill e Samuel Stephens, usando o brigue Rapid como base. Hill relatou ao governador que, embora a baía tivesse "valor", o interior era completamente sem água, paralisando assim o interesse dos colonizadores na área.
Em junho de 1901, a Ceduna passou à condição de cidade, mas por muitos anos, a localidade foi conhecida como Murat Bay, até que chegasse a ferrovia e a estrutura fosse batizada como Ceduna para que os habitantes adotassem o nome. O cais de Ceduna foi construído em 1902.
Ceduna foi a sede de uma grande instalação de comunicação via satélite operada pela Overseas Telecommunications Commission (OTC), que se tornou a maior empregadora na cidade até que o conjunto se tornasse obsoleto pelas mudanças tecnológicas. Ele foi construído em 1969 e em 1984 quase metade das telecomunicações internacionais australianas passava pela base de Ceduna.
Em 4 de dezembro de 2002, Ceduna recebeu atenção internacional quando o caminho da totalidade de um eclipse solar passou diretamente sobre a cidade. Embora o tempo às vezes estivesse parcialmente encoberto durante o dia e que a poucos quilômetros, em Thevenard, a visão ainda estivesse obscurecida pelo tempo nublado, o céu ao sul, onde o sol e a lua estavam localizados,estava limpo em Ceduna durante o momento do eclipse solar total, no final da tarde.

### Demografia
No censo australiano de 2011, a área urbana de Ceduna contava com uma população de 2 289 habitantes, enquanto a área do Conselho de Ceduna estava com 3 480 habitantes.
Ceduna possui também áreas indígenas situadas de 20 a 30 minutos da cidade, com agrupamentos de aborígenes que escolheram viver em comunidade. Essa área possui a maior percentagem de aborígene em todas áreas governamentais locais na Austrália Meridional, com 911  (24,8%) da população. Certo número de comunidades aborígenes em áreas não incorporadas dependem dos serviços disponíveis em Ceduna e utilizam a cidade como base por várias razões.

### Economia
O porto de Thevenard em Ceduna exporta grãos, sal, areia mineral e gipsita, todos extraídos na região.
A aquacultura permanece como atividade econômica relevante em Ceduna com a criação da ostra-do-pacífico. Nos últimos anos a pesca em alto mar e de atum atraiu indústrias à região.
Em 2012, a BP começou os esforços no sentido de buscar a aprovação para extrair petróleo na Grande Baía Australiana. A BP atualmente investe no estudo do ecossistema local e o potencial socioeconômico da região.

### Pesquisa científica

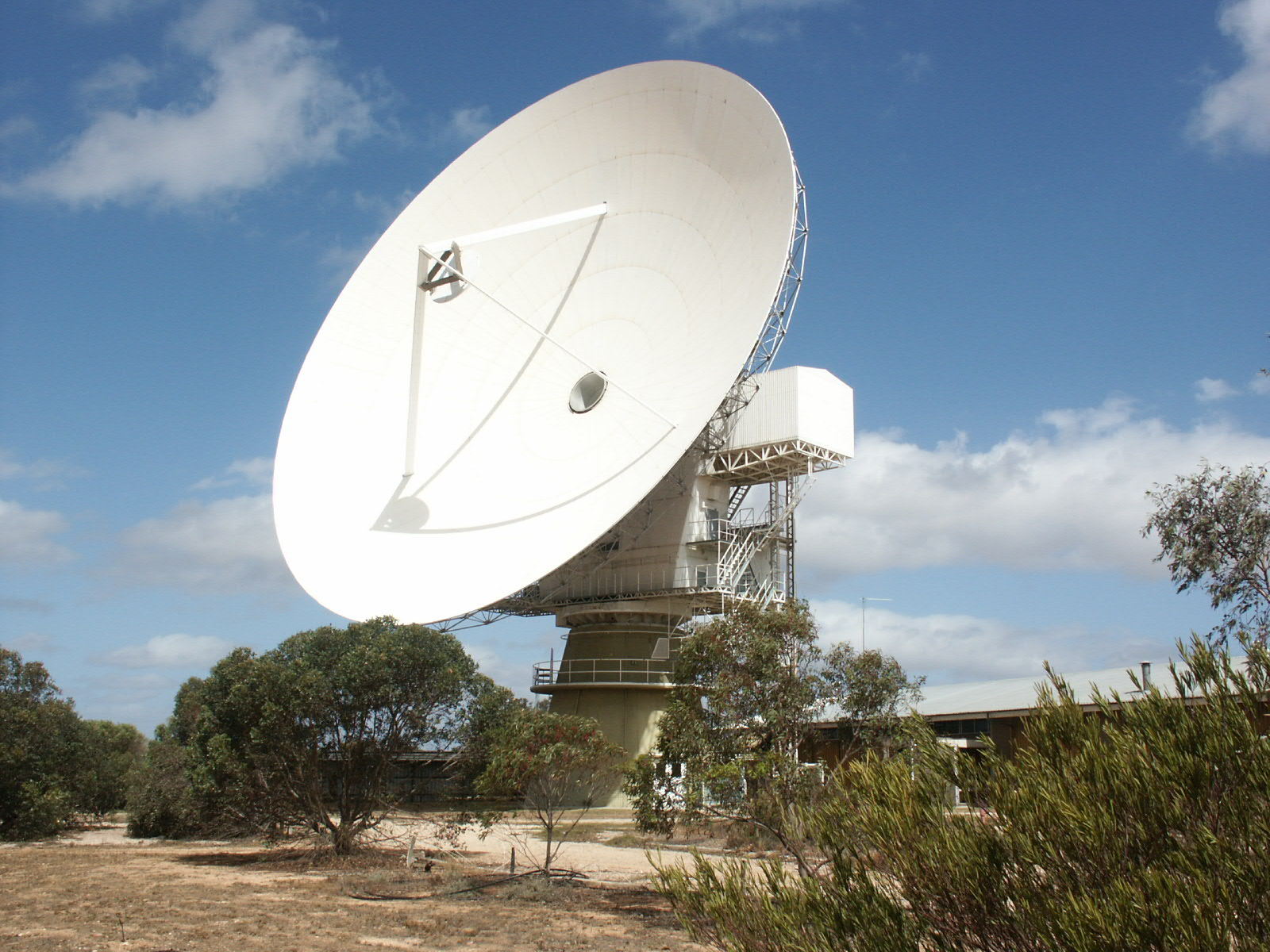
Antena parabólica anteriormente usada pela Overseas Telecommunications Commission, agora utilizada para radioastronomia.

Ceduna possui um radiotelescópio integrado à rede CSIRO. A Telstra doou o prato parabólico à Universidade da Tasmânia em 1996 para uso como observatório radioastronômico, ainda em atividade.

### Festivais culturais
A Oysterfest em Ceduna é uma grande atração no final de semana do Dia do Trabalho na Austrália Meridional, tendo sido estabelecido em 1991. Atraindo mais de 6 000 pessoas, celebra a indústria de produção de ostras nas águas limpas da costa no extremo oeste da Austrália Ocidental, com uma grande variedade de atividades, incluindo jantar de gala, concertos ao vivo, diversões infantis e uma parada de rua, finalizando com fogos de artifício.

### Turismo

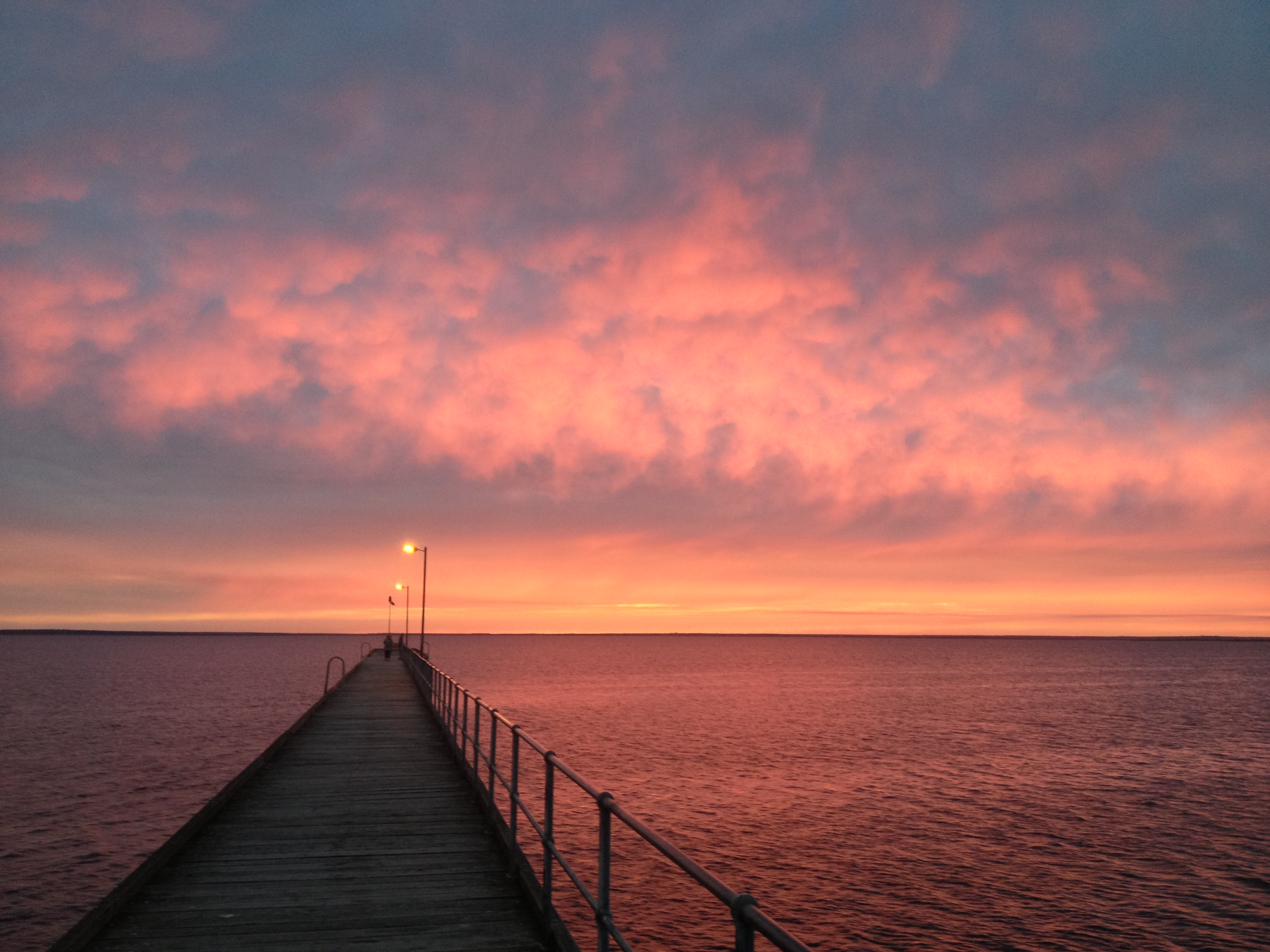
O cais de Ceduna no outono.

Ceduna é conhecida como portal para a Planície de Nullarbor e por estar na National Highway tem um tráfego anual de mais de 240 000 veículos. A localidade possui cinco parques para camping, quatro hotéis de beira de estrada e mais um hotel. Os atrativos turísticos consistem em parques de preservação ambiental e praias.

## Clima
Ceduna possui um clima semiárido, com verões quentes e secos e invernos frios e ligeiramente chuvosos Julho é o mês mais chuvoso. A precipitação média anual está pouco abaixo de 300 mm na região costeira e diminui progressivamente em direção ao norte, tornando-se cada vez mais árido conforme se vai para o interior. A Linha de Goyder, que demarca o limite da área na qual a precipitação suporta a atividade agrícola, começa próximo a Ceduna.
| Dados climatológicos para Ceduna, Austrália Meridional | Dados climatológicos para Ceduna, Austrália Meridional | Dados climatológicos para Ceduna, Austrália Meridional | Dados climatológicos para Ceduna, Austrália Meridional | Dados climatológicos para Ceduna, Austrália Meridional | Dados climatológicos para Ceduna, Austrália Meridional | Dados climatológicos para Ceduna, Austrália Meridional | Dados climatológicos para Ceduna, Austrália Meridional | Dados climatológicos para Ceduna, Austrália Meridional | Dados climatológicos para Ceduna, Austrália Meridional | Dados climatológicos para Ceduna, Austrália Meridional | Dados climatológicos para Ceduna, Austrália Meridional | Dados climatológicos para Ceduna, Austrália Meridional | Dados climatológicos para Ceduna, Austrália Meridional |
| Mês                                                    | Jan                                                    | Fev                                                    | Mar                                                    | Abr                                                    | Mai                                                    | Jun                                                    | Jul                                                    | Ago                                                    | Set                                                    | Out                                                    | Nov                                                    | Dez                                                    | Ano                                                    |
| ------------------------------------------------------ | ------------------------------------------------------ | ------------------------------------------------------ | ------------------------------------------------------ | ------------------------------------------------------ | ------------------------------------------------------ | ------------------------------------------------------ | ------------------------------------------------------ | ------------------------------------------------------ | ------------------------------------------------------ | ------------------------------------------------------ | ------------------------------------------------------ | ------------------------------------------------------ | ------------------------------------------------------ |
| Temperatura máxima recorde (°C)                        | 47,9                                                   | 47,3                                                   | 45,8                                                   | 40,8                                                   | 34,0                                                   | 29,8                                                   | 32,6                                                   | 33,6                                                   | 39,7                                                   | 43,5                                                   | 45,9                                                   | 47,3                                                   | 47,9                                                   |
| Temperatura máxima média (°C)                          | 28,5                                                   | 28,2                                                   | 26,7                                                   | 24,2                                                   | 20,9                                                   | 18,2                                                   | 17,4                                                   | 18,7                                                   | 21,4                                                   | 23,8                                                   | 25,9                                                   | 27,2                                                   | 23,4                                                   |
| Temperatura mínima média (°C)                          | 15,1                                                   | 15,0                                                   | 13,1                                                   | 10,7                                                   | 8,5                                                    | 6,4                                                    | 5,7                                                    | 6,2                                                    | 7,8                                                    | 9,9                                                    | 12,2                                                   | 14,0                                                   | 10,5                                                   |
| Temperatura mínima recorde (°C)                        | 5,0                                                    | 4,9                                                    | 1,3                                                    | −0,3                                                   | −3,2                                                   | −4,7                                                   | −4,3                                                   | −3,3                                                   | −1,2                                                   | −0,4                                                   | 1,6                                                    | 3,4                                                    | −4,7                                                   |
| Precipitação (mm)                                      | 11,6                                                   | 12,9                                                   | 16,4                                                   | 19,5                                                   | 32,3                                                   | 35,1                                                   | 39,9                                                   | 34,8                                                   | 27,9                                                   | 25,4                                                   | 19,9                                                   | 20,8                                                   | 296,8                                                  |
| Umidade relativa (%)                                   | 45                                                     | 46                                                     | 47                                                     | 47                                                     | 50                                                     | 53                                                     | 54                                                     | 50                                                     | 47                                                     | 44                                                     | 43                                                     | 45                                                     | 48                                                     |
| Fonte: Agosto de 2010                                  |                                                        |                                                        |                                                        |                                                        |                                                        |                                                        |                                                        |                                                        |                                                        |                                                        |                                                        |                                                        |                                                        |